# Marosi Adél
Marosi Adél (Vác, 1878. április 8. – Budapest, 1956. augusztus 10.) színésznő.

## Életútja
A Színiakadémia elvégzése után 1896. október 1-én lépett színpadra Szalkai Lajos társulatánál, és mint vígjátéki szubrett hamarosan keresett tagja lett a nagyobb vidéki színpadoknak. 1899–1901-ben Kassán, 1902–03-ban a Magyar Színházban, 1904–06-ban Kecskeméten és több fővárosi színházban és kabaréban is működött, ahol mint komika igen ismert névre tett szert. 1912-ben a Ferenczy, 1918-ban a Fasor Kabaréban játszott, majd 1919-től 1924-ig a Belvárosi Színház és az Andrássy úti Színház művésznője volt. 1925-ben a Budai Színkörben, 1926-tól 1929-ig a Király Színháznál, majd 1929–30-ban a Fővárosi Művész Színháznál szerepelt. Az 1930-as években a Belvárosi, a Kamara és a Vígszínházban lépett színpadra.

## Fontosabb színházi szerepei
- Mindszenthyné (Kazaliczky Antal: Tetemrehívás)
- Langó Szerafina (Csiky Gergely: A nagymama)

## Filmszerepei
- Házasodik az uram (1913)
- Paci, a muszkaverő (1915)[1]